# Fiume Timia (Bevagna - Cannara)
Fiume Timia (Bevagna - Cannara) este o arie protejată (arie specială de conservare — SAC, sit de importanță comunitară — SCI) din Italia întinsă pe o suprafață de 23 ha, integral pe uscat.

## Localizare
Centrul sitului Fiume Timia (Bevagna - Cannara) este situat la coordonatele 42°56′49″N 12°35′51″E / 42.946926°N 12.597574°E.

## Înființare
Situl Fiume Timia (Bevagna - Cannara) a fost declarat sit de importanță comunitară în octombrie 1995 pentru a proteja 32 de specii de animale. Situl a fost protejat și ca arie specială de conservare în august 2014.

## Biodiversitate
Situată în ecoregiunea mediteraneană, aria protejată conține 2 habitate naturale: Cursuri de apă de la nivel de câmpie la nivel montan, cu vegetație Ranunculion fluitantis și Callitricho-Batrachion, Liziere de ierburi înalte hidrofile de câmpie și de nivel montan până la alpin.
La baza desemnării sitului se află mai multe specii protejate:
- păsări (26): lăcar mare (Acrocephalus arundinaceus), lăcar-de-lac (Acrocephalus scirpaceus), ciocârlie-de-câmp (Alauda arvensis), lăstunul mare (Apus apus), sticlete (Carduelis carduelis), Cettia cetti, florinte (Chloris chloris), Cisticola juncidis, cioară neagră (Corvus corone), pițigoi albastru (Cyanistes caeruleus), lăstun de casă (Delichon urbicum), vânturel roșu (Falco tinnunculus), cinteză (Fringilla coelebs), ciocârlan (Galerida cristata), găinușă de baltă (Gallinula chloropus), rândunică (Hirundo rustica), codobatură galbenă (Motacilla alba), vrabie de câmp (Passer montanus), coțofană (Pica pica), mărăcinar negru (Saxicola torquatus), cănăraș (Serinus serinus), guguștiuc (Streptopelia decaocto), turturică (Streptopelia turtur), silvie cu cap negru (Sylvia atricapilla), mierlă (Turdus merula), pupăză (Upupa epops)
- amfibieni (1): Triturus carnifex
- mamifere (1): liliac cu picioare lungi (Myotis capaccinii)
- pești (4): Barbus tyberinus, Padogobius nigricans, Rutilus rubilio, Squalius lucumonis

Pe lângă speciile protejate, pe teritoriul sitului au mai fost identificate 1 specie de păsări, 5 specii de amfibieni, 16 specii de mamifere, 5 specii de pești, 6 specii de reptile.